# اوپل سناتور
اوپل سناتور (انگلیسی: Opel Senator) یک خودروی لوکس فول سایز است که توسط خودروساز آلمانی اوپل از سال ۱۹۷۸ تا ۱۹۹۳ تولید شد. سناتور در ابتدا به عنوان یک مدل پرچمدار برای اوپل معرفی شد و قصد داشت با سدان‌های بزرگ دیگری مانند مرسدس بنز S-  کلاس و BMW سری ۷ رقابت کند.
نخستین نسل از سناتور در سال ۱۹۷۸ معرفی شد و بر اساس پلت فرم اوپل ریکورد ساخته شد. این خودرو در مدل‌های مختلفی از جمله کوپه دو در، سدان چهار در و واگن پنج در عرضه می‌شد. گزینه‌های موتور از یک موتور ۱٫۸ لیتری چهار سیلندر تا یک موتور ۳٫۰ لیتری شش سیلندر متغیر بود.
در سال ۱۹۸۷ نسل دوم سناتور معرفی شد که بر اساس پلت فرم Vauxhall Carlton ساخته شده بود. نسل دوم سناتور به صورت یک سدان یا واگن چهار در در دسترس بود و دارای ویژگی‌های پیشرفته تری مانند کنترل الکترونیکی تهویه هوا، ترمزهای ABS و سیستم تعلیق با کنترل الکترونیکی بود.
اوپل سناتور در طول تولید خود به دلیل ویژگی‌های لوکس و کیفیت سواری عالی خود شناخته شده بود. همچنین به عنوان یک خودروی قابل اعتماد و بادوام دیده می‌شد که به معرفی اوپل به عنوان یک رقیب جدی در بازار خودروهای لوکس کمک کرد. با وجود این، سناتور در نهایت به دلیل کاهش فروش و تغییر شرایط بازار متوقف شد.